# The Best of Yankovic
The Best of Yankovic é a quarta coletânea do músico norte-americano "Weird Al" Yankovic, lançado em 1992 na Coreia do Sul. Foi produzida apenas em vinil.

## Faixas
1. "Smells Like Nirvana" - 3:42
2. "Taco Grande" - 3:44
3. "Airline Amy" - 3:50
4. "The Plumbing Song" - 4:08
5. "Eat It" - 3:19
6. "Like a Surgeon" - 3:32
7. "Living with a Hernia" - 3:20
8. "Lasagna" - 2:46
9. "One More Minute" - 4:04